# Terrier tchèque
Le Cesky Terrier ou Terrier Tchèque est un chien de petite taille appartenant au groupe des terriers et originaire de Tchéquie.

## Historique de la race
Le Terrier Tchèque a été créé en 1948 par un éleveur tchèque nommé František Horák, de  Klánovice près de Prague, par un croisement entre un mâle Sealyham Terrier et une femelle Scottish Terrier, afin de créer un petit Terrier léger adapté à la chasse dans les forêts de Bohème. Sans être à proprement parler un scientifique, Horák avait travaillé pendant de nombreuses années dans un laboratoire de recherche à l'Académie des sciences et il utilisa ses connaissances pour organiser les croisements et la sélection.
Le Terrier Tchèque fut reconnu officiellement par la Fédération cynologique internationale en 1963. La race est désormais reconnue par la plupart des sociétés cynophiles dans le monde. Elle reste aujourd'hui une des 6 races canines les plus rares.

## Description
Le Terrier Tchèque est un chien bas sur pattes, bien charpenté et musclé au poil long, et au corps inscriptible dans un rectangle; ses oreilles tombantes sont de grandeur moyenne. Il ressemble à la fois au Sealyham Terrier et au Scottish Terrier et sa tête, avec des moustaches, une barbe et des sourcils broussailleux est caractéristique.
La hauteur au garrot est de 25 à 32 cm (idéal 29 cm pour les mâles, 27 pour les femelles). Le poids doit être compris entre 7 et 10 kg.
La tête a la forme d'un coin long  et tronqué, sans être  trop large.  Les lignes  supérieures du  front et  du chanfrein  offrent une  nette rupture de niveau.Entre les  oreilles, le crâne n'est  pas trop large et devient progressivement plus  étroit  en direction  des arcades  sourcilières. Les arcades zygomatiques sont modérément saillantes; la  protubérance occipitale est bien palpable. Le sillon frontal est peu marqué. Le stop est peu prononcé, mais perceptible.
La truffe est bien formée  et de couleur foncée, noire  chez les sujets à robe de couleur gris-bleu et couleur foie (marron) chez ceux à robe marron clair.
Le chanfrein est droit.
Les mâchoires  sont puissantes, les lèvres relativement charnues, bien serrées.
Les yeux sont de grandeur moyenne, bien enchâssés dans les orbites; leur expression est  débonnaire.  Ils sont  bien couverts par le poil qui retombe en avant et sont de couleur marron à marron foncé chez les sujets à robe gris-bleu  et de couleur marron clair chez les sujets à robe café au lait.  
Les oreilles sont de grandeur moyenne, mais de manière qu'en tombant, elles
couvrent entièrement l'orifice du canal auditif.  Elles sont attachées relativement haut et sont bien accolées aux joues.  Le pavillon est de forme  triangulaire,  le côté  le  plus  court étant  à  l'attache  où l'oreille retombe.
Le cou est de  longueur moyenne, relativement fort;  à partir du garrot  la
ligne supérieure  du  cou remonte  obliquement.   La peau  du cou  est
quelque peu lâche sans cependant former de fanon.
Le corps est allongé, avec une ligne  du dessus jamais  entièrement droite,  la  région  lombaire présentant toujours une légère voussure prolongée par la croupe.
Le garrot n'est pas très marqué, le cou étant greffé assez haut.
Le dos est solide, de longueur moyenne, la région lombaire relativement  longue, large, musclée et  légèrement voussée. La croupe est fortement développée,  musclée, avec un bassin modérément incliné; la pointe des hanches est souvent légèrement plus haute que le garrot.
La cage thoracique plutôt  plus cylindrique que haute,  les côtes cintrées, le ventre de bon volume, légèrement relevé, les flancs pleins.
La longueur  idéale de la quaue est de 18-20 cm. Attachée bas, elle est
relativement épaisse.  Au repos, elle pend ou présente à son extrémité une  légère  courbure  vers  le  haut.    En éveil,  elle  est  portée horizontalement ou plus haut en forme de sabre.
Les membres antérieurs doivent être droits, parallèles et présenter une ossature solide.
Les épaules sont musclées, les coudes souples, mais tournés ni en dedans ni en dehors.
Les pieds antérieurs sont grands,  avec des doigts cambrés et des ongles forts.  Les
coussinets sont fortement développés et bombés.
Les membres postérieurs doivent  être  parallèles,  solides, bien  angulés  et  fortement musclés, les jambes courtes, le jarret placé relativement haut, fortement développé. Les pieds postérieurs sont plus petits que les antérieurs.
Les allures sont dégagées, vives, soutenues, couvrant  bien le terrain;  le
galop est  lent,  mais  régulier.   Les antérieurs se portent droit devant.
La peau est solide, épaisse, sans plis ni fanon, pigmentée.
Le poil est  long, fin  mais solide,  légèrement ondulé, au reflet soyeux, pas trop abondant. La robe se présente en deux variétés  de couleur : gris-bleu (à leur naissance, les chiots sont noirs) et marron  clair  (à  leur  naissance  les chiots  sont  marron  foncé,   chocolat). Dans les  deux  variétés de couleur des marques jaunes, grises ou blanches sont admises.   Elles peuvent être localisées en tête (barbe, joues), au  cou, à  la poitrine, au ventre, aux membres et autour de l'anus.  Il arrive parfois que l'extrémité‚ de la queue soit blanche et que le blanc forme  un collier autour du cou.  La couleur de fond doit cependant toujours prédominer.

## Comportement et caractère
Calme  et  non agressif,  ce  chien  de compagnie  agréable  et  joyeux  est  facile à éduquer;  envers  les étrangers il est réservé.   Les sujets de cette race sont spécialement tranquilles et doux.

## Toilettage
Chez le Terrier Tchèque le poil est  toiletté.   A la partie antérieure de la tête, on ne raccourcit pas le poil qui forme des sourcils et une barbe.   Au bas des membres et sous la poitrine et le ventre, on ne le raccourcit pas non plus.   Pour  être présenté en exposition, le poil de la région supérieure du cou, des  épaules et du dos doit être d'une longueur maximale de 1 à 1,5 cm.   Sur les faces latérales du tronc et à  la queue le poil doit être plus  court.   Sur les  oreilles et sur  les joues, à la face inférieure du cou,  aux coudes, aux cuisses, aux jambes et autour de l'anus, le poil doit être court.  Le passage entre les endroits au poil toiletté et au  poil non  toiletté doit  être progressif et plaisant d'aspect.

## Santé
Certains sujets souffrent parfois d'une affection connue sous le nom de "crampe du Scottie" Scotty Cramp qui affecte plus classiquement le Scottish Terrier. 

## Voir également
- Terrier
- Groupe des terriers